# Cophixalus crepitans
Cophixalus crepitans är en groddjursart som beskrevs av Richard G. Zweifel 1985. Cophixalus crepitans ingår i släktet Cophixalus och familjen Microhylidae. IUCN kategoriserar arten globalt som nära hotad. Inga underarter finns listade i Catalogue of Life.